# Меткомбанк
Меткомбанк — российский коммерческий банк. Головной офис компании расположен в Каменске-Уральском Свердловской области.

## История и развитие
ПАО «Меткомбанк» — универсальный коммерческий банк, основанный в 1993 году в городе Каменск-Уральский Свердловской области.
Учредителями банка и его первыми клиентами стали металлургические предприятия.
«Меткомбанк» осуществляет банковскую деятельность на основании Генеральной лицензии ЦБ РФ № 2443.
11 января 2005 года банк был включён в реестр участников системы обязательного страхования вкладов под № 390.
В 2021 году банк входил в ТОП-100 российских банков по основным показателям банковской деятельности.

## Собственники и руководство
На август 2020 года:
- Матвеева Ирина Аркадьевна — председатель совета директоров[7]
- Торбенко Дмитрий Анатольевич — председатель правления банка[7]

## Деятельность
В соответствии с бизнес-моделью основной объём средств клиентов привлекается от юридических лиц. Средства физических лиц составляют порядка 19 % обязательств. Заимствования на рынке МБК и путём выпуска векселей исторически формировали не более 5 % от совокупных обязательств.

### Этапы развития
1993—1995 Период становления, накопления первоначального капитала, а также формирования стратегии и тактики работы в рыночных условиях
11.01.2005 Банк был включён в реестр участников системы обязательного страхования вкладов под № 390
27.10.2010 — ОАО «Меткомбанк» вошло в состав участников торгов фондовой биржи ММВБ под № 862
11.09.2014 В соответствии с решением общего собрания акционеров от 11 сентября 2014 года, наименование Банка изменено на публичное акционерное общество «Меткомбанк», ПАО «Меткомбанк». Изменения в уставе банка согласованы Банком России (запись в ЕГРЮЛ от 23 октября 2014 года).
Март 2015 «Меткомбанк» получил статус принципиального участника МПС Visa. Банку присвоена высшая категория участия банков в системе Visa International — Principal Member. Данный статус присваивается при достижении определённых финансовых результатов и позволяет банкам напрямую работать с Международной платёжной системой Visa.
9.03.2016 Банк России утвердил изменения в план участия государственной корпорации «Агентство по страхованию вкладов» в осуществлении мер по предупреждению банкротства АО «Экономбанк» (г. Саратов). По результатам проведённого конкурсного отбора победителем определено ПАО «Меткомбанк», предложившее наиболее выгодные коммерческие условия по проведению мероприятий, направленных на недопущение банкротства АО «Экономбанк».
1.07.2016 В результате четвёртой дополнительной эмиссии акций ПАО «Меткомбанк», отчёт о которой зарегистрировал Банк России 01.07.2016 г., уставный капитал банка увеличился на 12 млрд рублей и достиг отметки в 16 млрд рублей. Тем самым акционеры вновь подтвердили своё намерение поддерживать и развивать Банк на всей территории России, а клиенты получили дополнительные возможности работы с банком.
31.07.2017 ПАО «Меткомбанк» и Российский банк поддержки малого и среднего предпринимательства (МСП Банк) подписали соглашение о сотрудничестве по предоставлению банковских гарантий в рамках Национальной гарантийной системы (НГС).

### Выпуск ценных бумаг
В апреле 2012 года состоялось дебютное размещение облигаций ПАО «Меткомбанк». Объём первого выпуска составил 2 млрд руб, банк разместил по открытой подписке 2 млн ценных бумаг номинальной стоимостью 1000 рублей каждая.
Спрос на дебютное размещение облигаций ПАО «Меткомбанк» значительно превысил предложение: по итогам закрытия книги заявок на участие объём спроса на облигации превысил предложение на 855 млн руб
22 августа 2012 года облигации ПАО «Меткомбанк» серии 01 были включены в котировальный список «А1» первого уровня ММВБ

### Проекты
В июле 2012 года, в рамках международной выставки Иннопром был запущен кобрендинговый проект с ФК «Урал».
В сентябре 2012 года был представлен проект «Карта жителя района Академический», партнёрами которого стали «РеноваСтрой-Груп», УК «Академический» и ЗАО «АКАДО-Екатеринбург». Впоследствии к проекту присоединились другие партнёры.
Летом 2016 года был представлен кобрендиноговый проект совместно с Музеем Фаберже(г. Санкт-Петербург)

## Рейтинги и ренкинги
- «Национальное рейтинговое агентство» присвоило ПАО «Меткомбанк» рейтинг кредитоспособности по национальной шкале на уровне «АА»[17].
- Moody`s Investors Service: «B2» (прогноз «стабильный»)[18] (в марте 2022 рейтинг отозван[19]).

- Рейтинговое агентство «Эксперт РА» присвоило в 2009 году ПАО «Меткомбанк» рейтинговую оценку A, в 2012 году рейтинг был изменён на A (I) со стабильным прогнозом, в 2013 повышен до A+(III), а в 2016 отозван. Возобновлён в 2018 на уровне ruBBB- со стабильным прогнозом и ежегодно подтверждается (2019-2025)[20].
- Рейтинговое агентство АКРА в 2018 году присвоило ПАО «Меткомбанк» рейтинговую оценку BBB-(RU) со стабильным прогнозом. Рейтинг ежегодно подтверждается (2019-2025)[21].

Коммерсантъ (2018 год): 15 место в ренкинге «Самые эффективные банки»
Интерфакс-100 (2018 год): 89 место по размеру активов, 49 место по размеру собственного капитала, 53 место по размеру нераспределённой прибыли
Интерфакс-100 (2021 год): 74-е место по объёму активов.